# Pericallia dohertyi
Pericallia dohertyi är en fjärilsart som beskrevs av George Francis Hampson 1901. Pericallia dohertyi ingår i släktet Pericallia och familjen björnspinnare. Inga underarter finns listade i Catalogue of Life.